# Baryphas woodi
Baryphas woodi is een spinnensoort in de taxonomische indeling van de springspinnen (Salticidae).
Het dier behoort tot het geslacht Baryphas. De wetenschappelijke naam van de soort werd voor het eerst geldig gepubliceerd in 1902 door Elizabeth Maria Gifford Peckham & George William Peckham.